# LAPV Enok

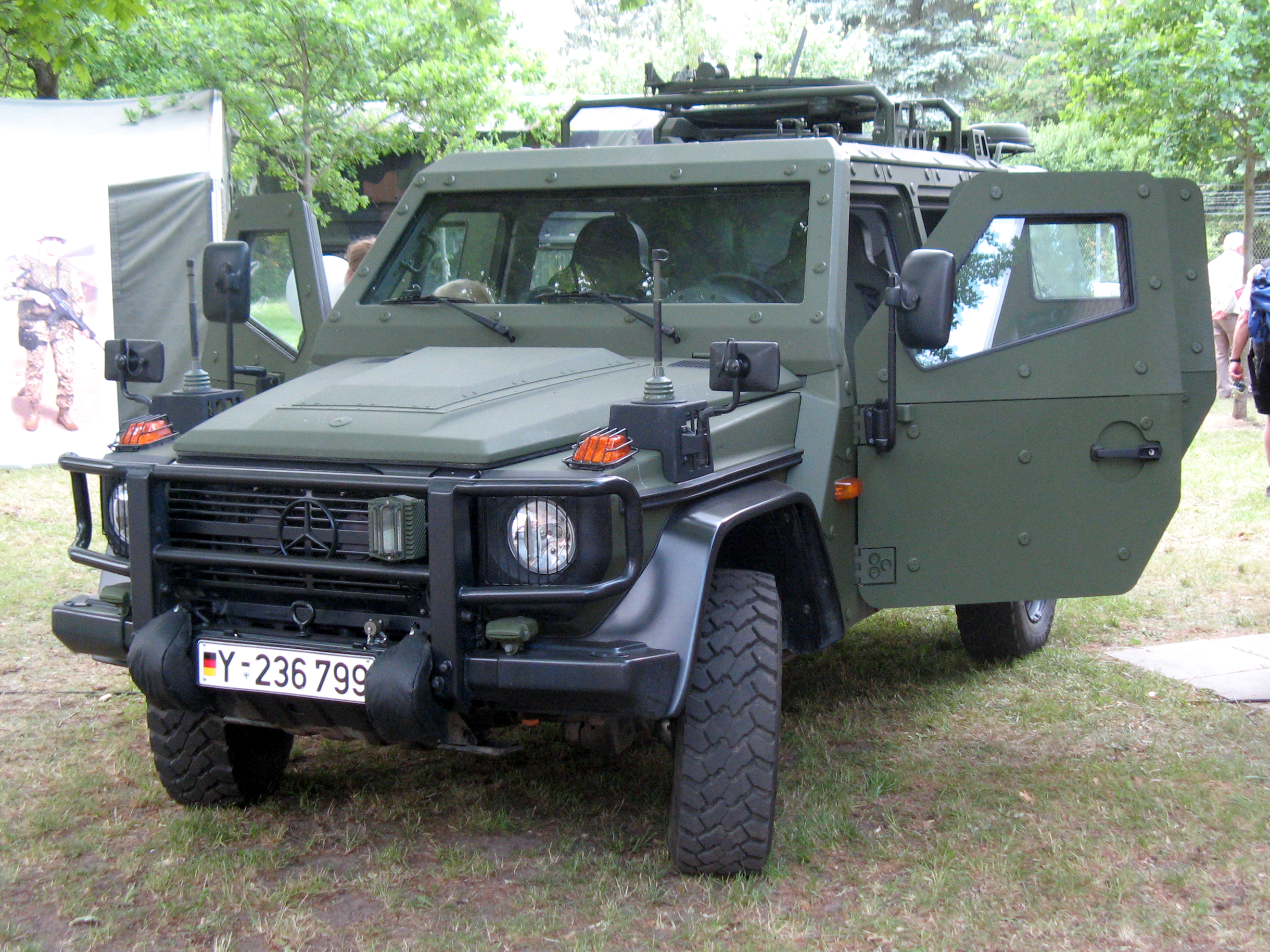
Enok 5.4 Kampfmittelbeseitiger

Le LAPV Enok (LAPV étant l'abréviation de « Light Armoured Patrol Vehicle ») est un véhicule militaire allemand, en service principalement dans la Bundeswehr. Il constitue un développement de la  Wolf SSA/Interim Fast Attack Vehicle, basé sur la Mercedes-Benz Classe G. Son nom provient du chien viverrin, nommé « Enok » dans certaines cultures.

## Description
Il remplit la norme NATO STANAG 4569 Level 2, blindé contre les tirs de fusil, de mines et les IED.

## Variantes

### Patrouillenfahrzeug (Véhicule de patrouille)
Étant donné qu'ACS coopère très étroitement et avec succès avec Mercedes-Benz et fournit également des modèles G civils ainsi que des modèles G pour les autorités et les unités spéciales avec un blindage de différentes classes de protection, divers éléments de blindage ou points de montage peuvent être installés dans des endroits qui ne seront pas accessibles ultérieurement, si nécessaire, pendant la production à Magna Steyr Fahrzeugtechnik AG & Co. KG à Graz.
La protection balistique du compartiment d'équipage monocoque de l'Enok 5.4 répond aux exigences du STANAG 4569 niveau 2, protégeant contre les balles de 7,62 x 39 mm API BZ tirées à 30 m de distance à une vitesse de 695 m/s. En outre, le véhicule offre une protection contre les mines antipersonnel et les engins explosifs improvisés de niveau 2a, ce qui correspond à la puissance de détonation d'une mine antichar de 6 kg de TNT lorsqu'une seule roue roule dessus. Le niveau de protection a été testé de manière approfondie par le BWB de l'époque au Wehrtechnische Dienststelle für Waffen und Munition (WTD 91) à Meppen. Bien que l'Enok 5.4 offre une protection balistique globale nettement supérieure à celle du Lkw gl 280 CDI Wolf avec équipement de protection spécial (SSA) précédemment introduit dans l'armée allemande, grâce à son compartiment d'équipage entièrement en acier, et une protection supérieure dans la zone du plancher du véhicule grâce à l'installation d'un déflecteur de souffle sous le châssis, son niveau de protection n'est en aucun cas comparable à celui de l'Eagle IV, de l'Eagle V ou du ATF Dingo 2.
Le compartiment d'équipage entièrement en acier, modifié par ACS, comporte notamment une couche de blindage et une isolation montées à l'extérieur, ainsi qu'un revêtement intérieur contre les éclats qui réduit considérablement le risque de blessure des soldats à l'intérieur en raison d'éclats causés par un impact. Lors de la mise au point du blindage, une attention particulière a été accordée à l'absence de lacunes balistiques. Le véhicule est équipé de deux leviers indépendants sur la console centrale qui permettent de verrouiller et de déverrouiller les portes de l'intérieur en cas de danger. En activant le mécanisme de verrouillage, les portes sont verrouillées avec le cadre de la porte. Sur chacune des quatre portes se trouvent des supports de fusil pour le fusil d'assaut G36 ou le pistolet-mitrailleur MP7A1. Sur le toit du compartiment protégé de l'équipage se trouve un support pour le montage d'un RWS léger, mais ceux-ci n'ont jamais été montés sur les Enok 5.4 de la Bundeswehr. Les variantes Enok 5.4 Patrol Vehicle et EOD Team (Explosive Ordnance Disposal), en revanche, disposent d'une trappe de toit pivotante avec un anneau de fixation pour une mitrailleuse MG3. À côté de la trappe de toit se trouvent des supports pour une boîte à munitions et un canon de rechange pour la mitrailleuse.
Les quatre rétroviseurs extérieurs sont chauffants et réglables électriquement depuis l'intérieur. Grâce à un système d'interphone monté dans le support inférieur des rétroviseurs extérieurs, l'équipage peut entrer en contact avec des personnes sans avoir à quitter le compartiment protégé de l'équipage. Les phares avant, ainsi que les clignotants montés sur les ailes, sont dotés de grilles de protection pour éviter tout dommage.
Une lumière infrarouge montée sur la calandre facilite la conduite de nuit et en cas de visibilité réduite. Au-dessus de la plaque d'immatriculation avant se trouve la prise du système de charge d'appoint. Ce système permet de recharger le véhicule pendant les longues périodes d'inactivité afin d'éviter les décharges profondes. Une caméra de recul est intégrée dans la bâche du compartiment de rangement non protégé. Le moniteur associé est accroché au plafond du compartiment de l'équipage protégé, derrière le pare-brise. La caméra de recul est activée en rabattant le moniteur.
Lorsque l'on regarde l'intérieur, on remarque tout de suite qu'il est très exigu.
Au centre du tableau de bord se trouvent l'interrupteur d'éclairage, l'interrupteur d'éclairage infrarouge, l'interrupteur des feux de détresse, l'interrupteur des feux antibrouillard arrière, l'indicateur de tension de la batterie, les prises 12 et 24 V, l'interrupteur de chauffage du pare-brise et des rétroviseurs extérieurs, ainsi que les commandes du système de chauffage et de climatisation. Les interrupteurs des différents blocages de différentiel sont situés directement devant le levier de changement de vitesse tactile de la boîte de vitesses automatique, sur la console centrale. Une lampe de lecture à lumière rouge est montée sur le tableau de bord. Chaque membre de l'équipage dispose d'un siège ergonomique découplé du plancher, doté d'un appui-tête intégré et d'une ceinture de sécurité automatique à quatre points de Schroth Safety Products GmbH. L'agencement du système de siège est spécialement conçu pour répondre aux exigences des explosions de mines par le bas et par le côté, ainsi qu'aux préoccupations ergonomiques.
L'équipement radio et de commandement du véhicule de patrouille Enok 5.4 comprend un système radio à très haute fréquence (VHF) avec une radio VHF SEM 80 et SEM 90, un système de communication par satellite INMARSAT BGAN Explorer 727 (SATCOM), un Explosion Resistant GPS Receiver (ERGR) de Rockwell Collins, ainsi que le système de Command, Control, Communications and intelligence (C3I) Führung- und Informationssystem des Heeres (FüInfoSysH). Le système central de traitement des données du FüInfoSysH se compose du KommServerBw, du distributeur d'énergie, du bloc d'alimentation et de l'ordinateur de la station de travail. Dans le cas du véhicule de patrouille Enok 5.4, le KommServerBw, le bloc d'alimentation et l'unité de protection de charge sont situés directement derrière le siège arrière gauche pour économiser de l'espace. Un ordinateur portable Roda Rocky III fait office d'ordinateur de travail. Il est rangé dans un support situé derrière la console centrale, entre les deux sièges avant. Lorsqu'il est replié, il est commandé par un écran de 15 pouces placé sur un support pivotant devant le passager, avec un clavier.
Derrière le siège arrière droit se trouvent deux radios VHF montées sur la plaque de base GP 80, l'adaptateur NK 80, le haut-parleur LS-166, le deuxième combiné du système radio, les convertisseurs DC/DC pour l'ordinateur portable Rocky III, ainsi que le boîtier de distribution 24V. Le premier combiné est situé à droite du levier de vitesse, tandis que l'unité de commande du système radio VHF est fixée sur l'accoudoir de la console centrale. Les deux batteries FM 24V du système radio sont situées sous un couvercle à l'arrière gauche du compartiment de rangement non protégé. Les deux antennes FA 80 du système radio VHF sont montées sur les deux ailes. Initialement, l'Enok 5.4 était encore équipé du système SATCOM Inmarsat MiniM, mais celui-ci a été remplacé par l'Inmarsat BGAN Explorer 727. Les composants électroniques du système SATCOM sont situés dans le plancher droit du passager, et le combiné correspondant se trouve sur le côté droit du tableau de bord. L'antenne SATCOM est montée sur un support à l'arrière gauche du toit. Le récepteur GPS ERGR du système de navigation est situé derrière le siège arrière gauche, et l'antenne correspondante est située à l'avant droit sur le toit du compartiment protégé de l'équipage. Pour la protection contre les EEI télécommandés, le véhicule de patrouille Enok 5.4 est équipé d'un système de contre-mesures électroniques (ECM) CG-12 d'Airbus Defence and Space GmbH, situé derrière le siège arrière gauche et dont le panneau de commande est monté sur le tableau de bord. L'antenne à lames du système ECM est montée sur le côté arrière droit de l'anneau de montage.
L'intérieur de l'Enok 5.4 étant très étroit, il n'y a pas beaucoup de place pour ranger des équipements personnels tels que des gilets pare-balles, des casques de combat ou des sacs NBC. Dans le compartiment de stockage non protégé, il y a une petite boîte de rangement protégée à laquelle on peut accéder directement depuis le compartiment protégé de l'équipage par deux portes coulissantes blindées situées entre les deux sièges arrière. Le compartiment de rangement non protégé est accessible après avoir enroulé la bâche située à l'arrière et abaissé le hayon. On y trouve, entre autres, l'outillage de bord, une bêche, une hachette à griffes, une cale de roue, une barre de remorquage, un sac d'antenne, un cric, une lumière d'obstacle au sol, une trousse de premiers secours, quatre chaînes de roue et deux batteries auxiliaires FM 24V pour le système radio. Sous l'arrière du véhicule se trouvent le feu de convoi, le dispositif de remorquage et une prise à sept broches, une prise OTAN à 12 broches et une prise 24V. La trappe du réservoir de carburant est située à l'arrière droit du véhicule.

### Feldjägereinsatzfahrzeug (Véhicule de police militaire)

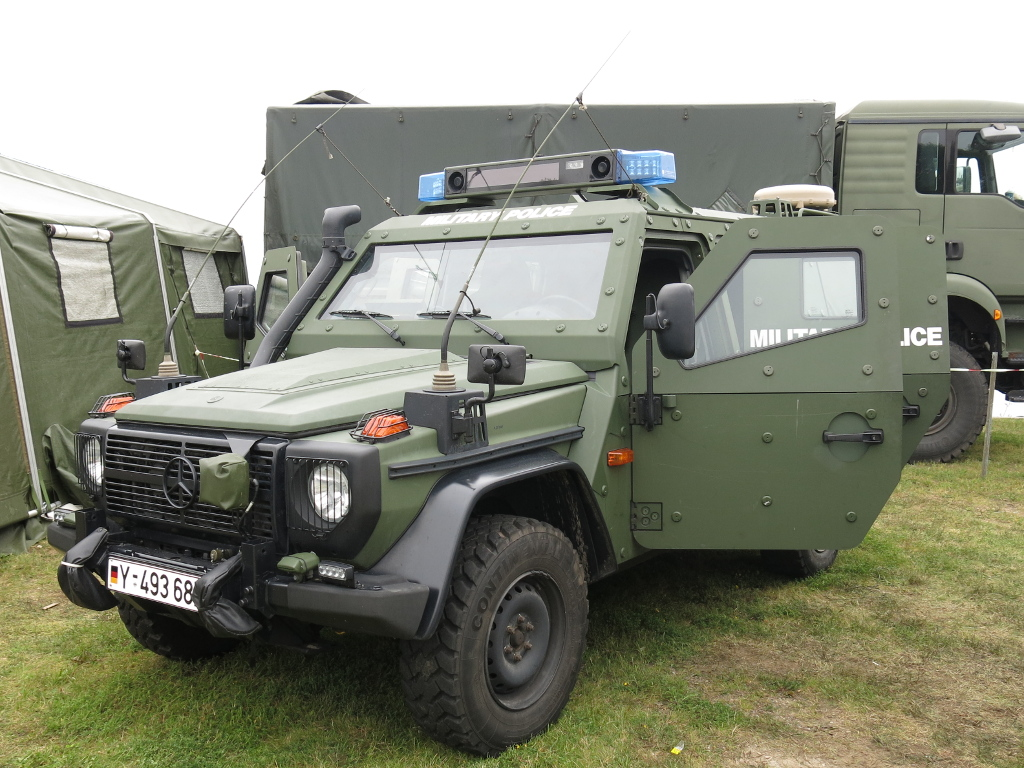
Enok 5.4 Feldjägereinsatzfahrzeug

La Bundeswehr a également acheté 76 Enok 5.4 Feldjägereinsatzfahrzeug dotés de quatre portes, d'un compartiment protégé pour l'équipage et d'un compartiment de rangement non protégé. Les deux variantes sont presque identiques. De l'extérieur, le Enok 5.4 Feldjägereinsatzfahrzeug se distingue facilement par le double gyrophare DBS 2000 avec technologie LED et haut-parleur sur le toit du compartiment protégé de l'équipage, ainsi que par deux gyrophares de police. En outre, les véhicules sont dotés d'une fenêtre rectangulaire dans la bâche du compartiment de rangement arrière pour un écran d'information à LED. L'unité de commande de cet affichage LED est montée sur le côté gauche de la console centrale. Le véhicule peut accueillir jusqu'à quatre soldats.
Contrairement au véhicule de patrouille Enok 5.4, le véhicule de police militaire n'est pas armé et n'a donc pas besoin d'un support d'anneau, ni de supports pour une boîte à munitions ou des canons de rechange sur le toit. Le système de radio et de commandement comprend, comme pour le véhicule de patrouille Enok 5.4, un système de radio VHF avec une radio VHF SEM 80 et SEM 90, un système SATCOM Inmarsat BGAN Explorer 727, un récepteur ERGR et le système C3I de FüInfoSysH. L'arrimage des composants des systèmes radio et C3I est similaire à celui du véhicule de patrouille Enok 5.4. Un chargeur pour la radio VHF portable Kenwood TK-2140D est installé dans la console centrale arrière sur le support de l'ordinateur portable Rocky III. L'antenne de la radio portable Kenwood est montée sur le côté gauche, derrière la balise à double clignotement. À l'avenir, la radio portable VHF sera remplacée par un système radio VHF pour les autorités et les organisations chargées de tâches de sécurité (Behörden und Organisationen mit Sicherheitsaufgaben, ou BOS). Sur le véhicule de police militaire Enok 5.4, l'antenne à lames du système CG-12 ECM se trouve sur le côté gauche du toit.

### Hundetransporter (Véhicule de la brigade canine)
Le compartiment de stockage protégé du Enok 5.4 Hundetransporter comporte deux boîtes de transport verrouillables pour les chiens. Les boîtes de transport comportent également des sorties de secours vers le compartiment protégé de l'équipage. Sous les caisses, un tiroir coulissant permet de ranger l'équipement complet des deux chiens (colliers, muselières, laisses, cordes de protection, bottes de protection pour chiens, harnais pour les missions de recherche de mines, nourriture pour chiens, deux bouteilles d'eau de 5 litres pour les chiens et 20 litres d'eau pour les deux membres de l'équipage). Dans la boîte de rangement, qui est généralement transportée sur le toit du véhicule, sont stockés un câble de démarrage, des éléments de l'équipement de bord et de l'équipement du chien de service militaire, comme deux harnais spéciaux, deux gamelles, deux harnais d'agitation et deux sacs à dos Dog-Medic. D'autre part, les boîtes de rangement situées à l'arrière du véhicule contiennent les chaînes de roue, l'outillage de bord, le cric de levage et les cales.
Dans la partie arrière gauche du compartiment protégé de l'équipage se trouvent le système radio VHF avec une radio VHF SEM 80 et SEM 90, les deux batteries ERGR 24V FM du système radio, le bloc d'alimentation et l'ordinateur portable Rocky III, ainsi que le KommServerBw. Sur le côté droit se trouvent une petite boîte de rangement, une boîte pour la trousse de premiers secours, le système de contre-mesures électroniques CG-12, les deux convertisseurs DC/DC pour l'ordinateur portable Rocky III. Les composants électroniques de l'Inmarsat BGAN Explorer 727 sont situés sur le côté droit du plancher du passager et le combiné correspondant se trouve sur le côté droit du tableau de bord. L'antenne SATCOM est montée sur la partie arrière gauche du toit. Dans le cas du Enok 5.4 Hundetransporter, l'antenne à lames du système CG-12 ECM se trouve à l'arrière droit du véhicule.
Un système de climatisation auxiliaire refroidit l'intérieur du compartiment de l'équipage en fonction de la température réglée. Il ne peut fonctionner que lorsque le moteur est en marche. La barre de remorquage est montée sur le toit à côté de l'antenne SATCOM, tandis qu'une bêche est fixée à la porte arrière. Sous le filet de rangement du compartiment de l'équipage se trouve un extincteur à poudre de 2 kg. Sur les deux portes avant se trouvent des sacs de rangement pour le fusil d'assaut G36 ou la mitraillette MP7A1.

### Kampfmittelbeseitiger (Véhicule de neutralisation des engins explosifs)
Dix véhicules Enok 5.4 EOD (Explosive Ordnance Disposal) à quatre portes, avec compartiment d'équipage protégé et compartiment de stockage non protégé avec toit rigide, sont actuellement en service au sein de la Bundeswehr. Comme le véhicule de patrouille Enok 5.4, le véhicule d'équipe EOD est équipé d'un anneau de montage sur le toit du compartiment protégé de l'équipage pour monter un MG3. Le véhicule offre de la place pour deux spécialistes EOD et leur équipement complet.
A l'intérieur du compartiment de stockage non protégé avec ses trois grands équipements. Il comprend par exemple un robot manipulateur PackBot 510, un kit de crochets et de lignes, des détonateurs et des explosifs, le kit de détection MH 5, des détecteurs de métaux VMR-3 et CEIA, un disrupteur RE 70 et une combinaison de déminage Med-Eng EOD 9. Dans la zone située derrière le siège du conducteur se trouve un espace de rangement supplémentaire doté d'un filet d'arrimage de la charge permettant de ranger en toute sécurité l'équipement personnel.
Dans la partie arrière gauche du compartiment protégé de l'équipage se trouvent le KommServerBw, le bloc d'alimentation, l'unité de protection de charge, l'ERGR et le système ECM CG-12. Sur le côté droit se trouve le système radio VHF avec les radios VHF SEM 80 et SEM 90, l'adaptateur NK 80, le haut-parleur LS-166, le deuxième combiné radio, deux convertisseurs DC/DC pour l'ordinateur portable Rocky III et l'écran 15 pouces ainsi que la boîte de distribution 24V. Le premier combiné radio est situé à droite du levier de vitesse, tandis que l'unité de commande de la radio VHF est montée sur l'accoudoir de la console centrale. Un ordinateur portable Rocky III est utilisé comme poste de travail. Il est rangé dans un support situé derrière la console centrale, entre les deux sièges avant. Lorsqu'il est replié, il est commandé par un écran de 15 pouces monté sur pivot devant le passager et doté d'un clavier USB séparé. Les composants électroniques du système SATCOM Inmarsat BGAN Explorer 727 sont situés sur le côté droit du plancher du passager, et le combiné correspondant se trouve sur le côté droit du tableau de bord. L'antenne SATCOM est montée à l'arrière gauche du toit.

### Enok 4.8 AB
La société Armoured Car Systems GmbH a développé une variante aéroporté sur châssis de Mercedes-Benz Class G 461. ACS a monté un cadre modulaire en aluminium sur le Mercedes-Benz Class G 461 afin d'offrir une réduction de poids nécessaire ainsi qu'une flexibilité pour les différents kits de préparation. Le véhicule peut être chargé par air en combinant un plancher en acier et un cadre en aluminium comme charge intérieure et extérieure.
Dans le cadre de l'IDET 2021, un salon international des techniques de défense et de sécurité qui s'est tenu à Brno, en République tchèque, il a été annoncé en octobre 2021 que le premier client de l'Enok AB était la République tchèque, a rapporté S&T. Selon les informations, le véhicule sera utilisé par les forces spéciales de la République tchèque.
Le véhicule peut emporter jusqu'à 15 kits.
Durant le salon Enforce TAC 2022, ACS a présenter une version avec un lanceur double MBDA KFK Enforcer.

### Enok 4.8 AB Tankhunter
La société Armoured Car Systems GmbH a développé une variante antichar du véhicule aéroporté Enok AB appelée Tankhunter.
L'Enok AB possède un cadre modulaire en aluminium qui permet de réduire le poids et offre une certaine flexibilité pour le développement du kit d'armement. Le cadre modulaire est développé en interne pour les Mercedes-Benz Class G a été à l'origine du rythme de développement rapide de ce kit de préparation. Le kit n'est pas seulement utilisé pour l'Enok AB (G 461), mais aussi sur le Caracal (G 464).
Il est construit sur la plateforme G 461 avec un empattement long. L'empattement long est nécessaire pour offrir au véhicule une surface de chargement suffisamment dimensionnée, car l'installation d'armement Spike utilisée dans le kit d'armement peut tirer aussi bien des Spike LR que des Spike ER plus longs. L'équipage du Tankhunter se compose de quatre soldats, le conducteur, le commandant, le tireur d'élite et le tireur de charge/de munitions. Le tireur utilise l'installation d'armes à partir d'un affût à anneaux rotatifs avec l'adaptateur correspondant. Important pour un véhicule aérotransportable, le kit d'armement antichar est entièrement aérotransportable.
L'espace de chargement est relié à l'espace de combat et dispose d'un toit rabattable résistant au feu. Selon Sebastian Schaubeck le directeur général d'Armoured Car Systems GmbH, la résistance au feu combinée à l'inclinaison de la partie arrière de l'espace de chargement est nécessaire pour des raisons de sécurité et sert à protéger le véhicule et l'équipage. Si le cas improbable d'un raté de tir se produisait et que le missile ne pouvait pas quitter le lanceur, le jet de propulsion du moteur-fusée du Spike endommagerait sinon le véhicule.

## Utilisateurs
- Allemagne 247 vehicules livrés entre 2008 et 2013[8]. Une seconde commande de 84 Enoks avec blindage renforcé fut faite en janvier 2015. 49 sont destinés aux forces spéciales Kommando Spezialkräfte[9].
- Finlande : Police finlandaise, 15 véhicules livrés en 2018-1019.
- Monténégro 6 véhicules offerts par l'Allemagne en septembre 2018.

## Galerie

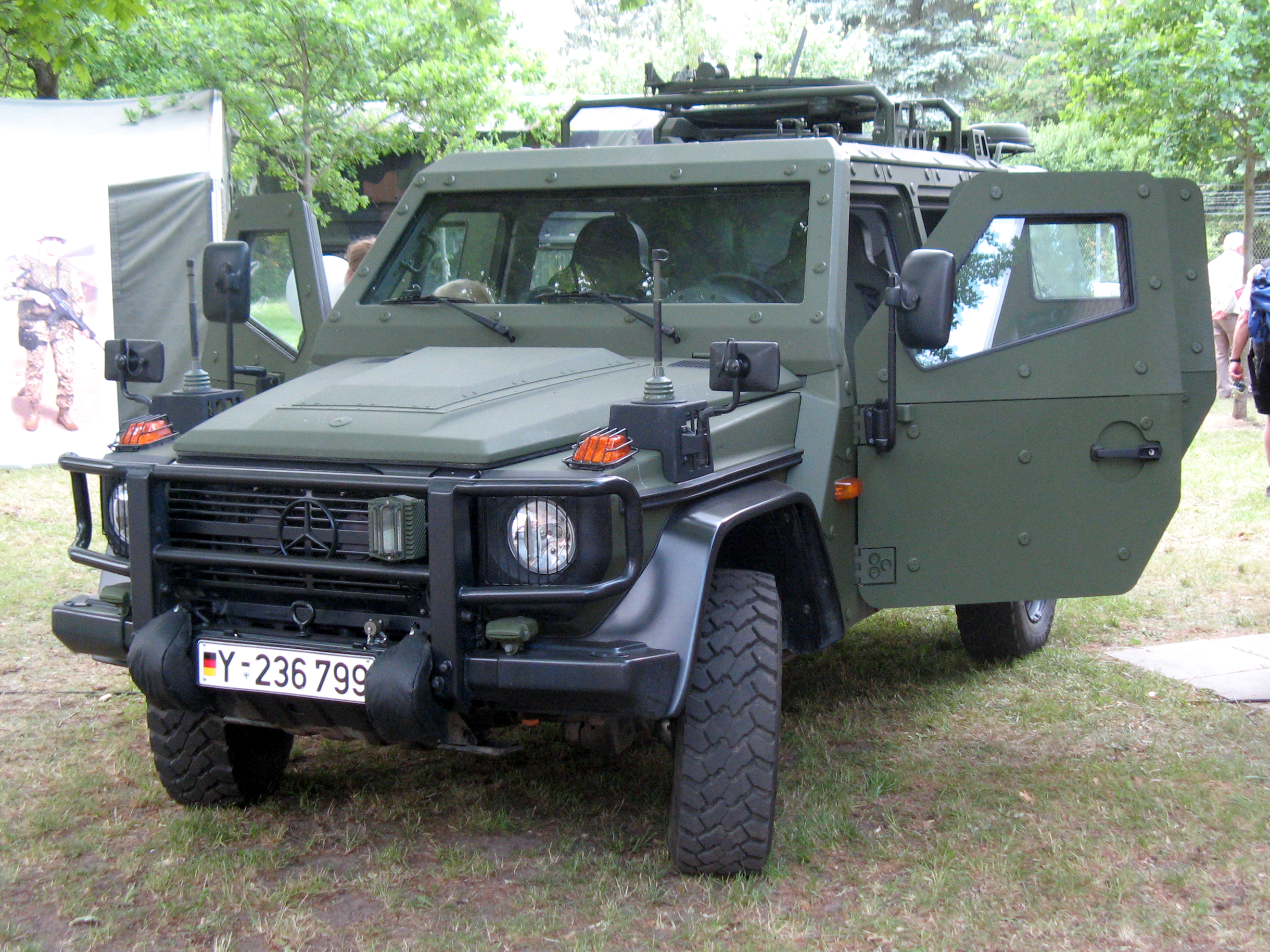
Enok 5.4 Kampfmittelbeseitiger
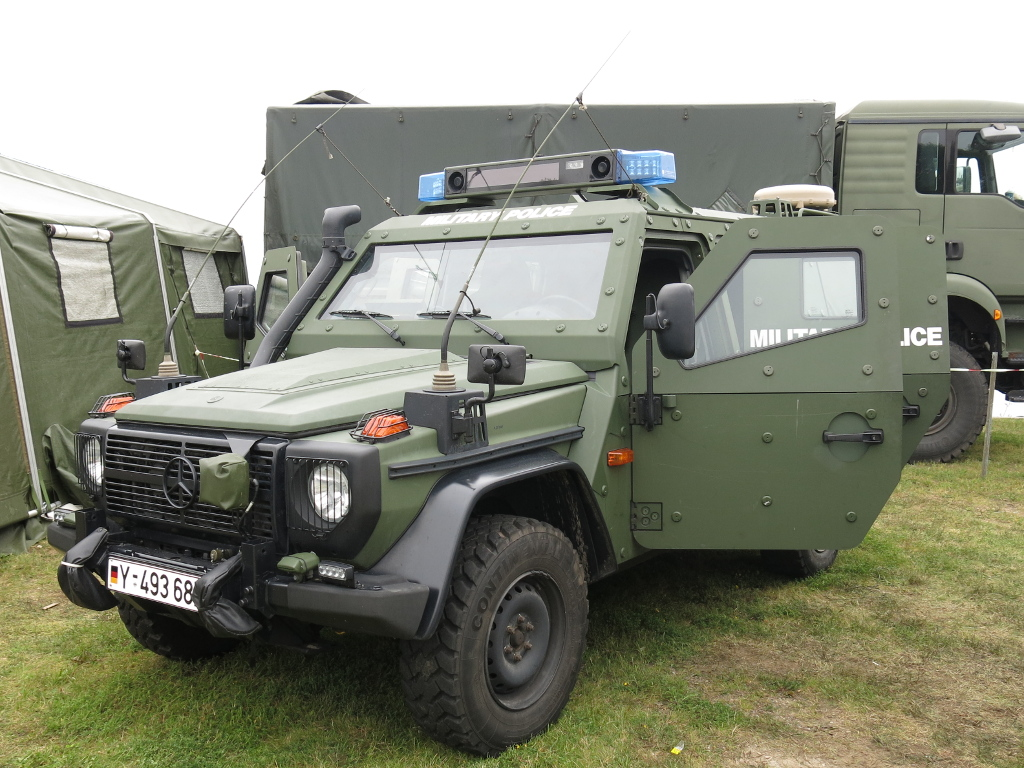
Enok 5.4 Feldjägereinsatzfahrzeug
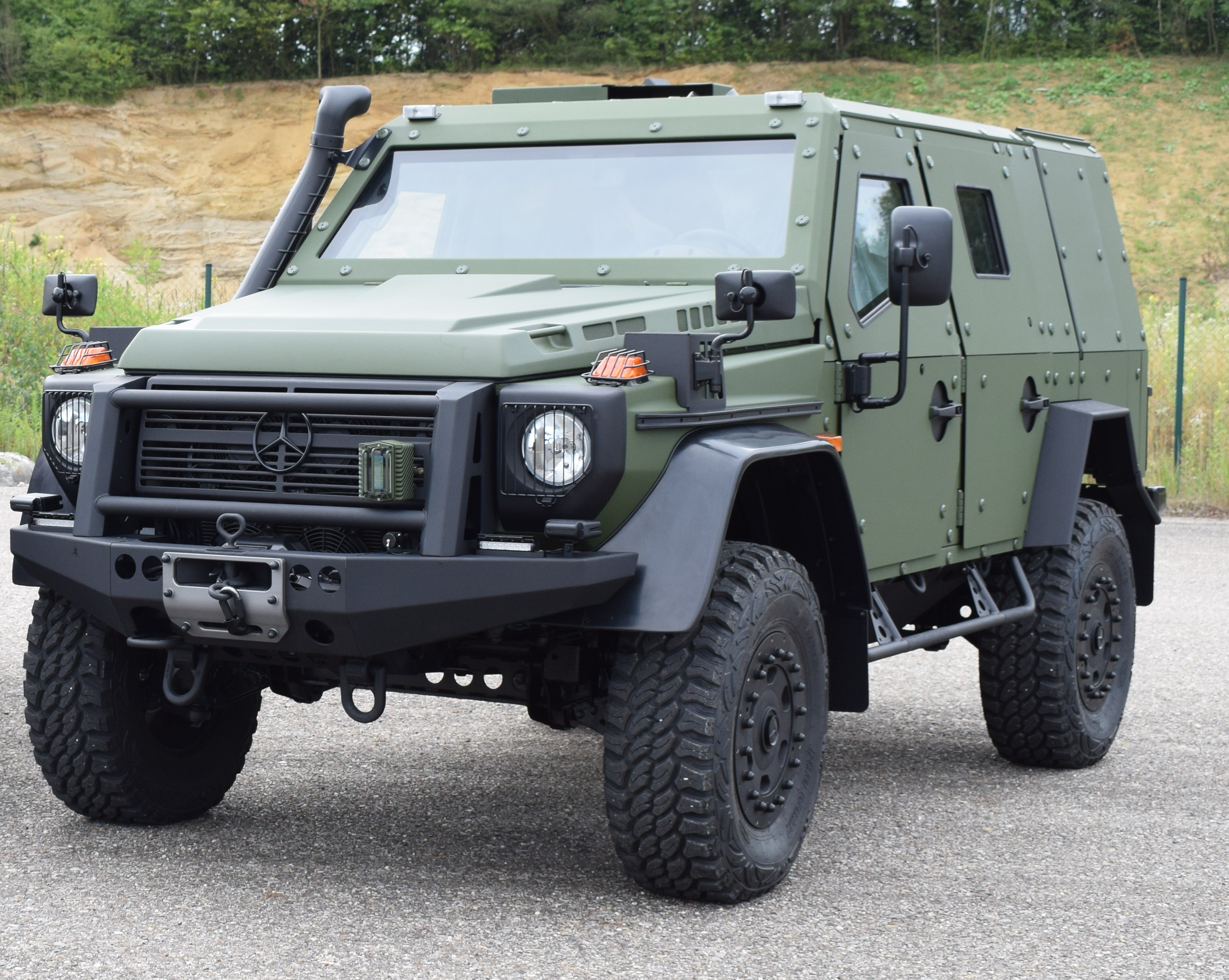
Enok 6.1
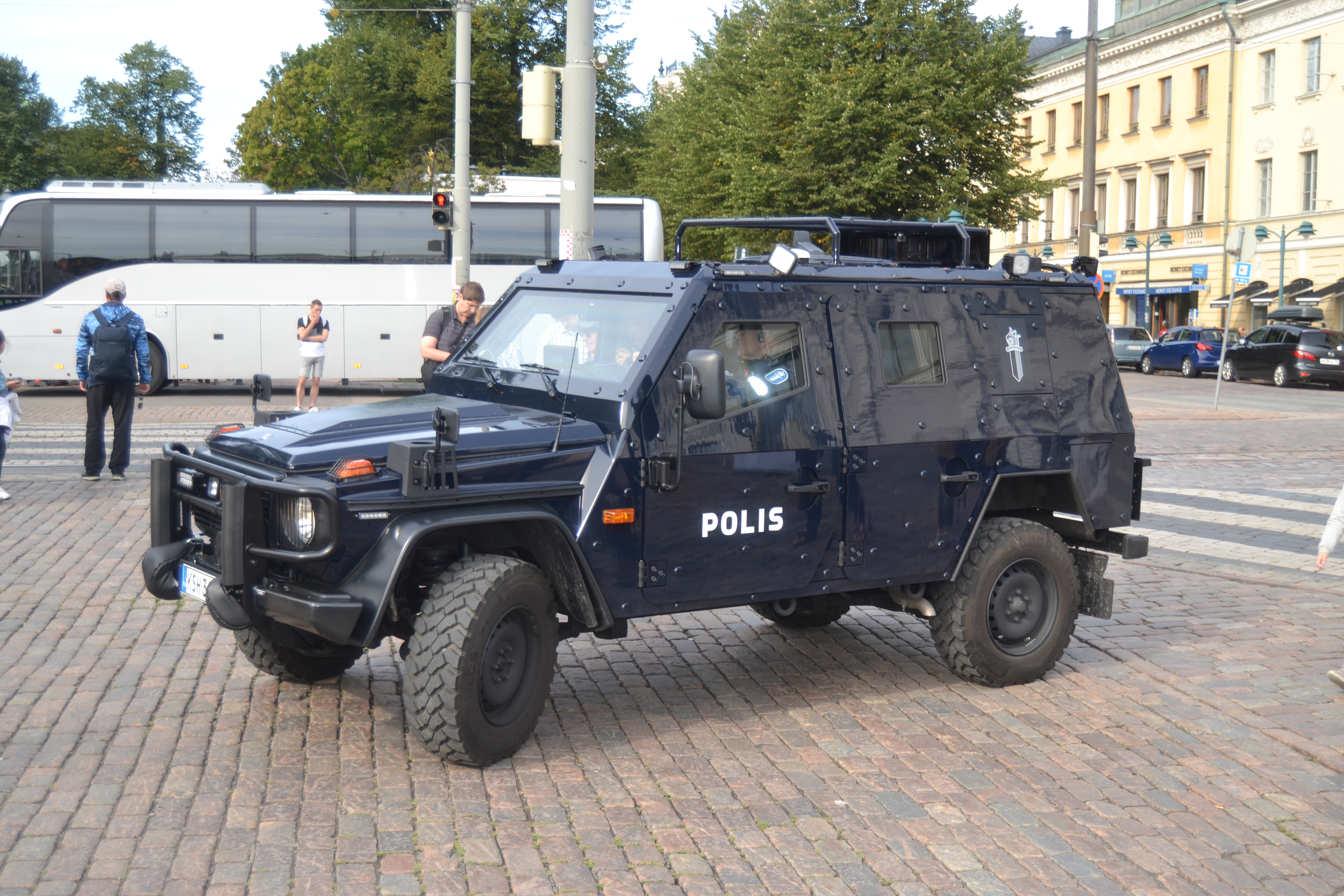
Enok 5.4 de la police finlandaise
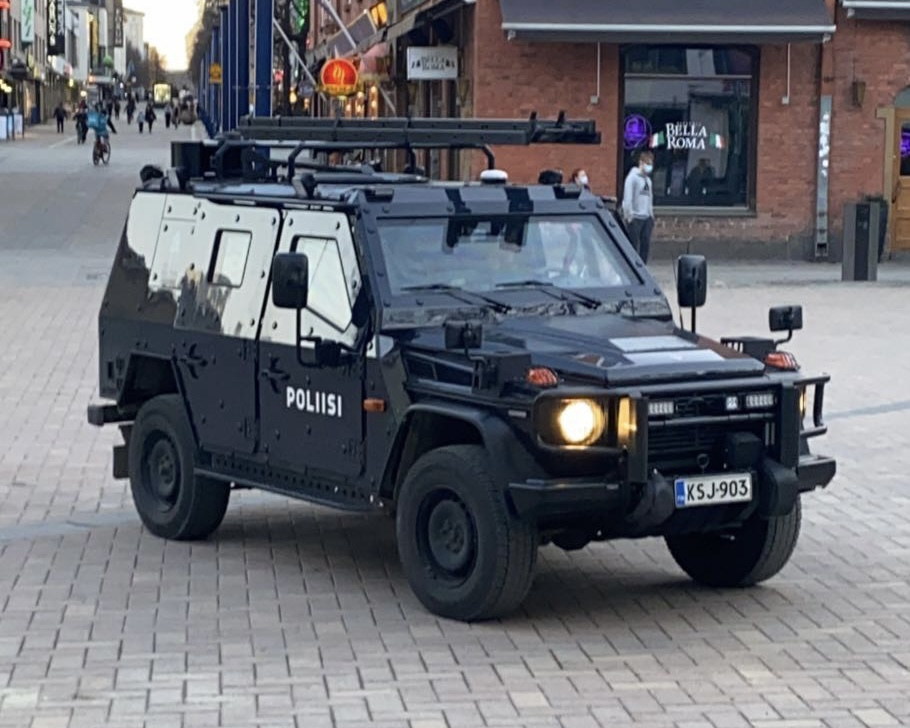
Enok 5.4 de la police finlandaise
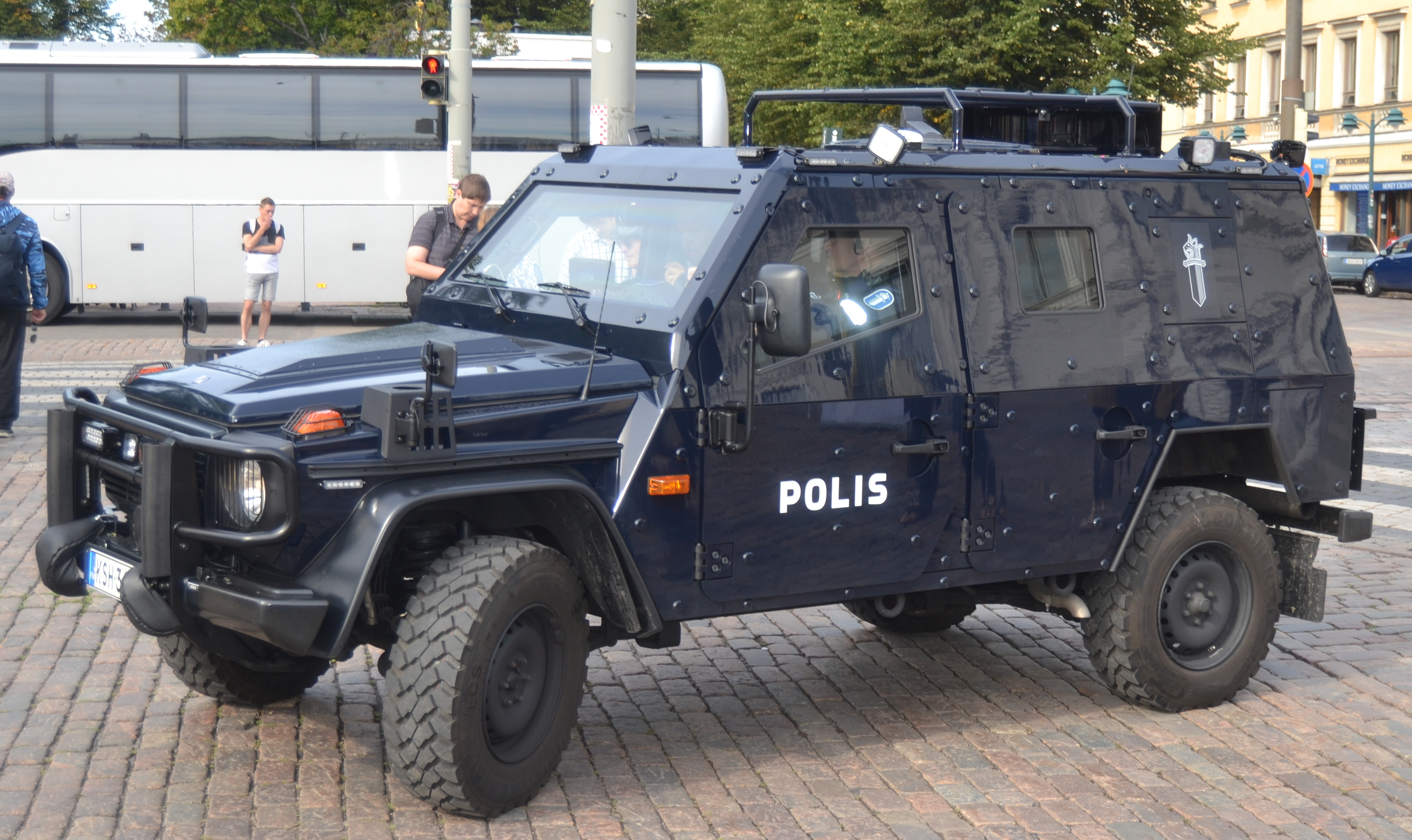
Enok 5.4 de la police finlandaise
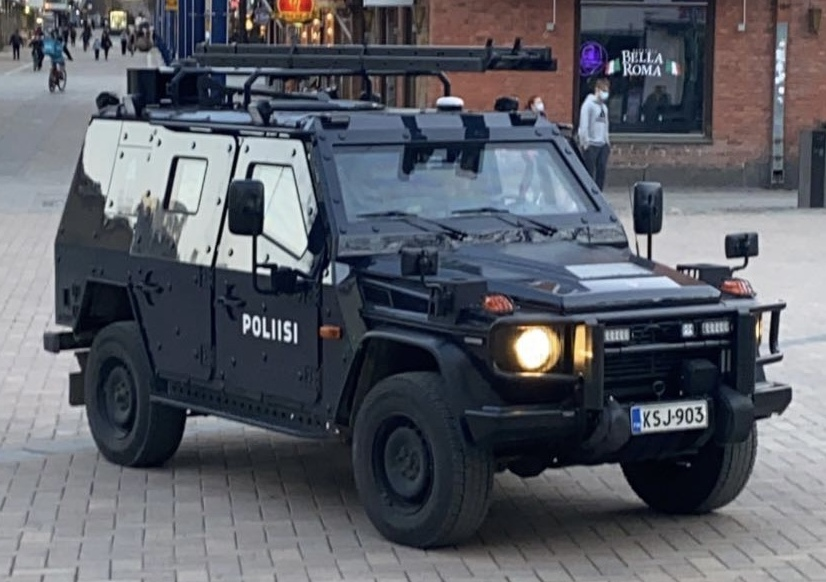
Enok 5.4 de la police finlandaise
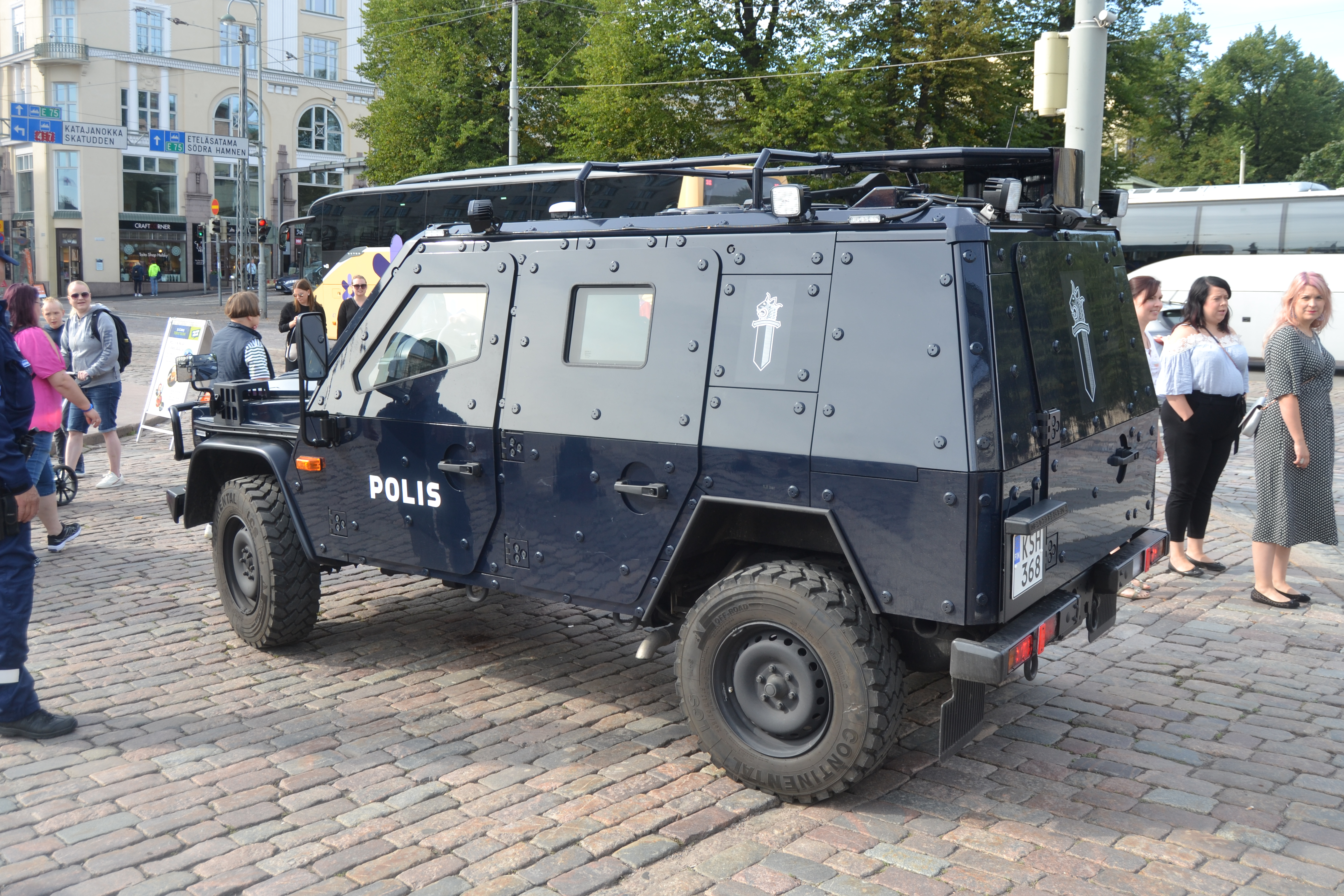
Enok 5.4 de la police finlandaise
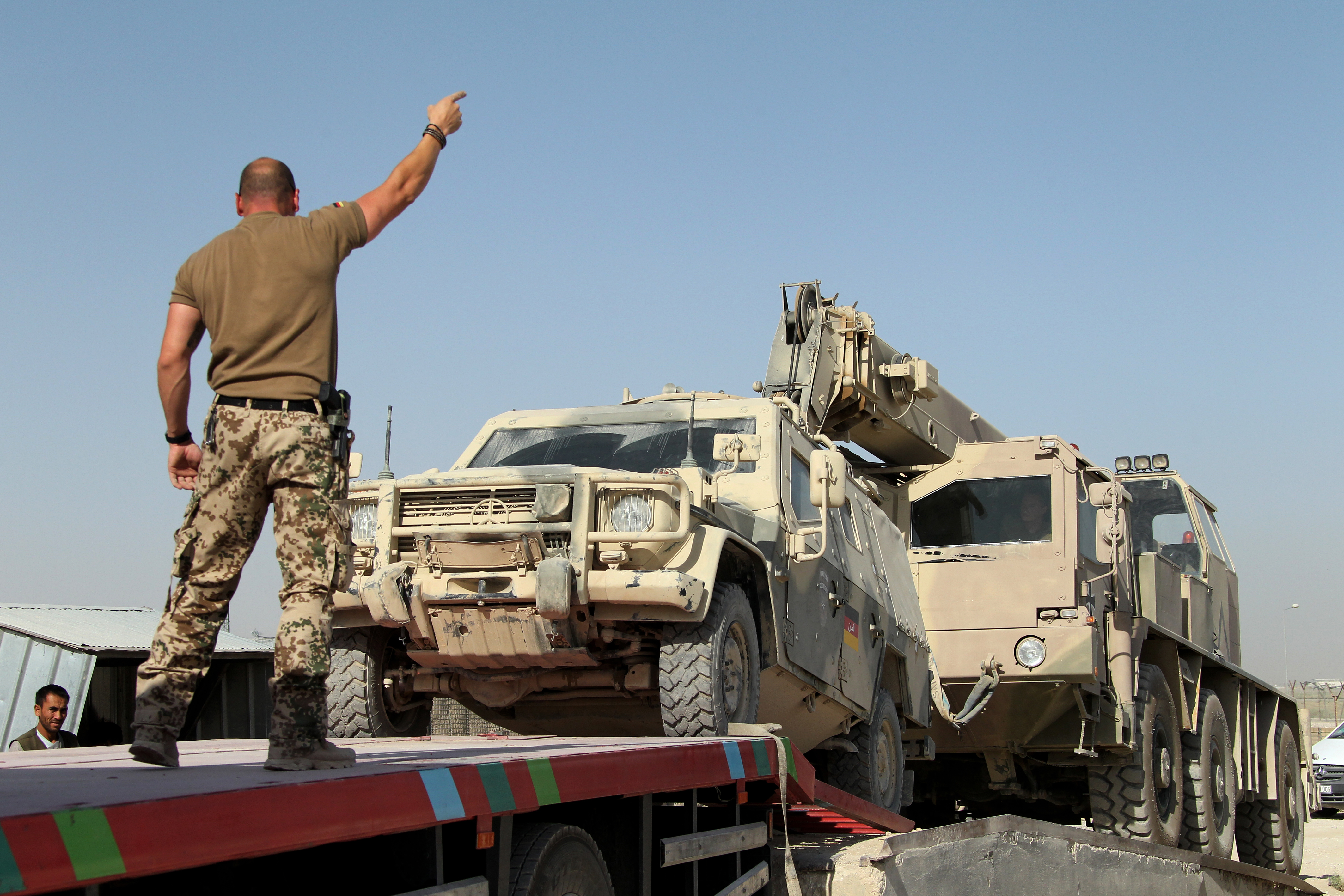
Enok 5.4 Kampfmittelbeseitiger

## Liens  externes
- Geschützte Führungs- und Funktionsfahrzeuge (Bw) Klasse 1: Enok, www.panzerbaer.de